# Rugosophysis
Rugosophysis is een kevergeslacht uit de familie van de boktorren (Cerambycidae). De wetenschappelijke naam van het geslacht werd voor het eerst geldig gepubliceerd in 2008 door Komiya & Drumont.

## Soorten
Rugosophysis omvat de volgende soorten:
- Rugosophysis baocensis Komiya & Drumont, 2008
- Rugosophysis frater Komiya & Drumont, 2008
- Rugosophysis grassator (Quentin & Villiers, 1981)
- Rugosophysis hudepohli (Quentin & Villiers, 1981)
- Rugosophysis lumawigorum Komiya & Drumont, 2008